# استان برج باجی مختار
استان برج باجی مختار (به عربی: ولایة برج باجی مختار) یک استان در الجزایر است که در الجزایر واقع شده‌است. استان برج باجی مختار ۱۲۰٬۰۲۶ کیلومتر مربع مساحت و ۱۶٬۴۳۷ نفر جمعیت دارد و ۲۷۶ متر بالاتر از سطح دریا واقع شده‌است.